# 諏訪酒造
諏訪酒造株式会社（すわしゅぞう）は、鳥取県八頭郡智頭町智頭に本社を置く酒造メーカー。

## 概要
創業は幕末期の1859年（安政6年）、参勤交代の宿場町として栄えていた智頭宿で旅館業を営んでいた先人が、小さな造り酒屋を興したことにはじまる。社名・銘柄は近くにある諏訪神社に由来する。
昭和40年代中頃までは甘口の酒を生産していたが、酒質改善のため鳥取県工業試験場の上原浩の指導を受けボイラーの改良等で蒸米の改善、高温麹の開発などで本格的な吟醸酒が造られるようになった。

## 沿革
- 1859年 - 創業。
- 時期不明 - 合資会社諏訪娘酒造場に組織変更。
- 1966年10月1日 - 八上酒造株式会社（八頭郡河原町:現・鳥取市河原町）と企業合同により諏訪酒造株式会社を設立[3]、「八上姫」の銘柄が加わる[4]。
- 1981年 - 高温麹の開発[2]。
- 1982年 - 東京への出荷が始まる[2]。
- 2018年 - 会社分割吸収の手法で、7月2日株式会社寿限無を設立。10月1日（旧）諏訪酒造株式会社を株式会社エス・エイチに商号変更。事業を寿限無に譲渡し（新）諏訪酒造株式会社に商号変更[5][6][7]。

## 銘柄
諏訪泉
- ばんなりました
- 満天星（まんてんせい）
- 鵬（おおとり）

諏訪娘
- 上撰・佳撰は現在はなく、純米酒に切り替えた。

八上姫
- sweet

## 酒造交流館・梶屋

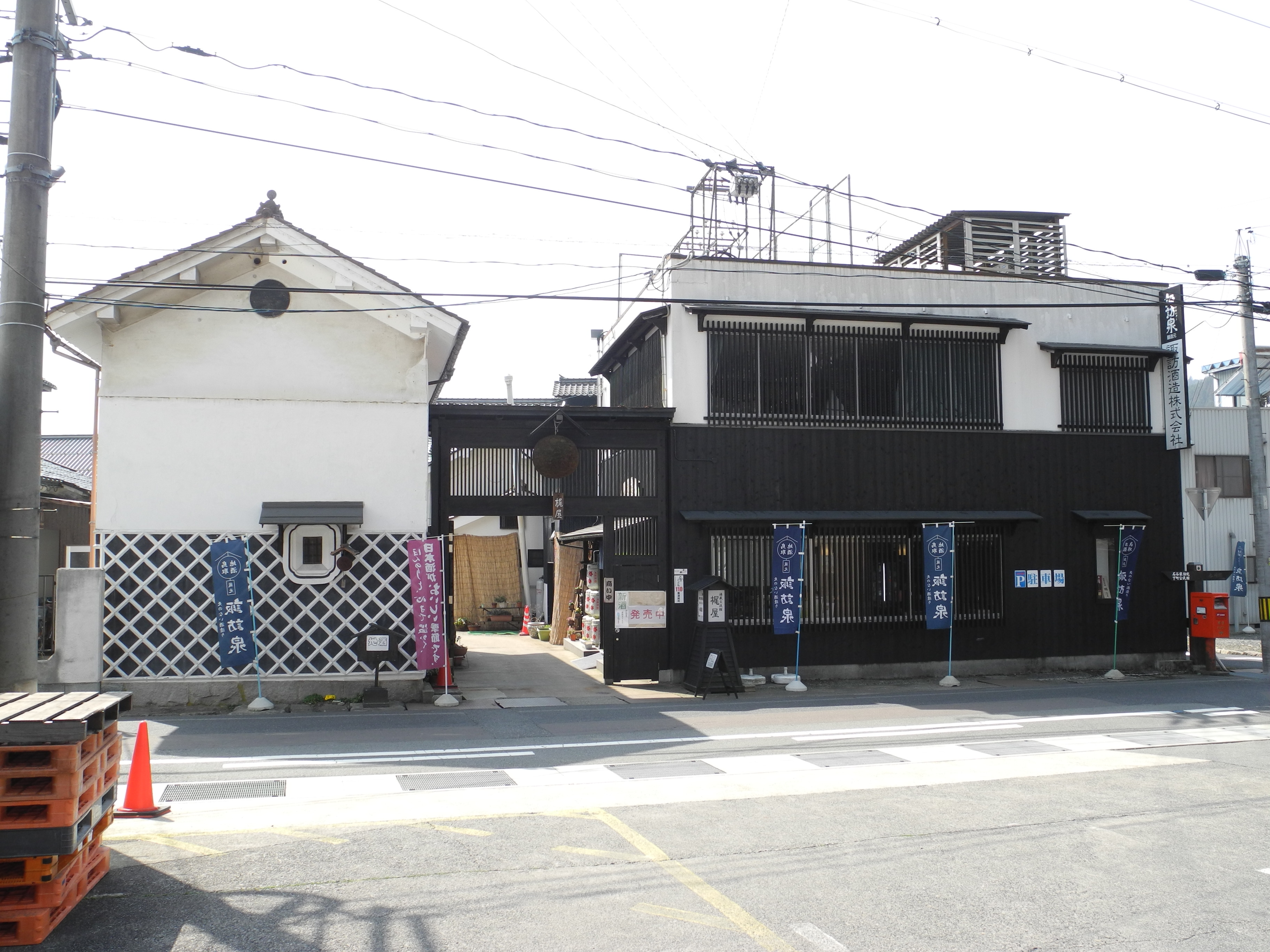
酒造交流館・梶屋

梶屋（かじや）とは、江戸時代に使われていた屋号で、現在は本社直売店の店名となっている。
自社製品の販売・試飲の他、食品や調味料も販売している。

### 尾瀬あきらギャラリー
漫画家、尾瀬あきらの原作漫画『夏子の酒』の原画コピーを展示。
尾瀬は取材のため何度か当蔵元を訪れており、作品中に「諏訪泉・鵬」が第116話「不幸な蔵元」の中で紹介されている、その他の話の中にも諏訪泉の瓶が描かれている場面がある。上記の工業試験場技官・上原浩をモデルにした人物「上田久」も登場し、高温麹開発のエピソードが漫画のネタとして使用されている。